# Wenzeslaus Warich
Wenzeslaus Warich (obersorbisch Wjacław Warichius oder Wjacław Wawrich; * 1564 in Gröditz; † 5. September 1618 in Göda) war ein sorbischer Theologe und Schriftsteller. Er gilt als Pionier der obersorbischen Schriftsprache.

## Leben

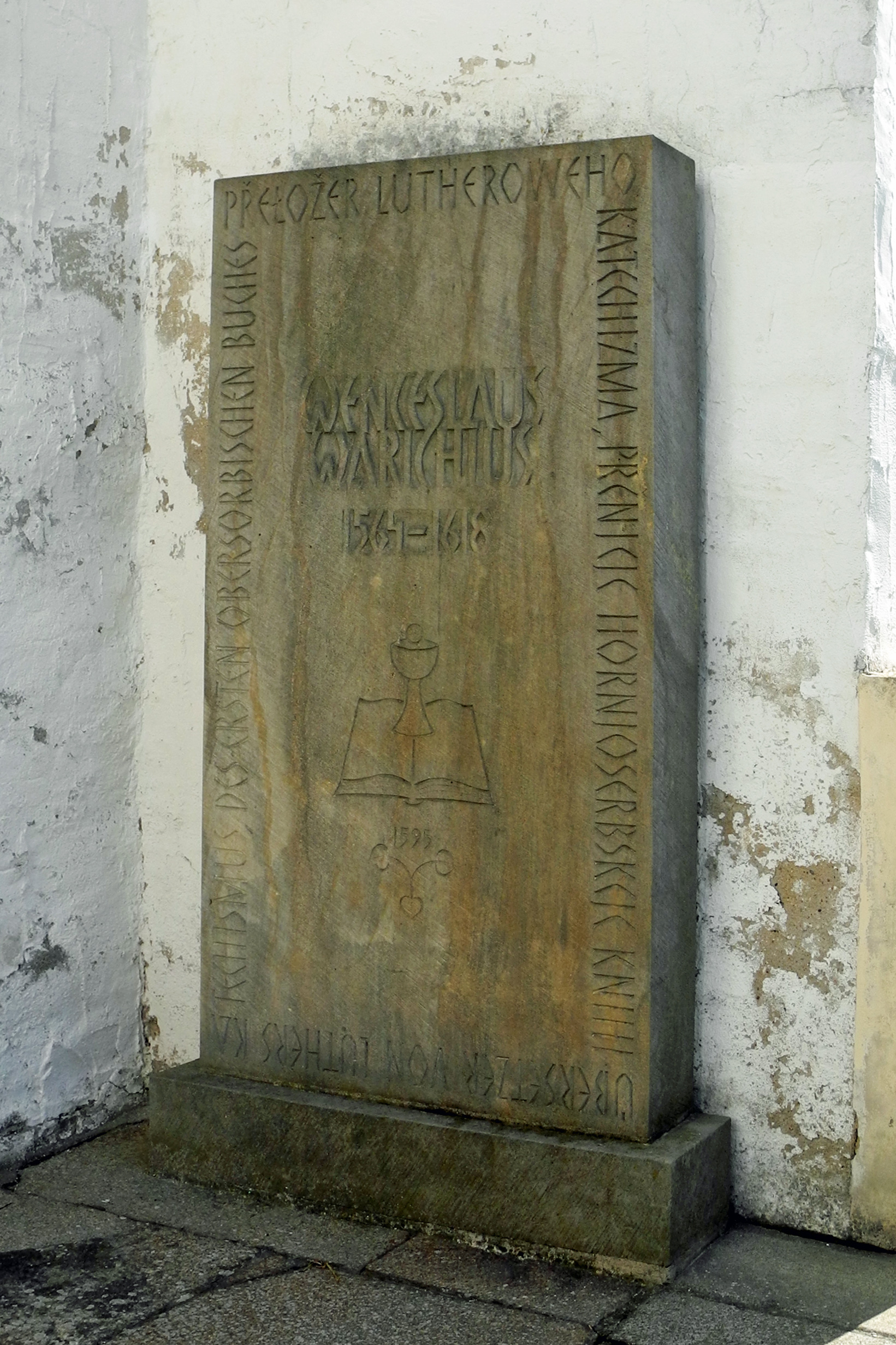
Grabplatte Wenceslaus Warichius auf dem Kirchhof in Göda

Wenzeslaus Warich war Sohn eines Gröditzer herrschaftlichen Verwalters. Er besuchte die Schule seines Heimatortes und danach die lateinische Schule in Bautzen. Weiterhin studierte er in Wittenberg und übernahm 1587 das Diakonat und zwei Jahre danach das Pfarramt in Göda bei Bautzen, wo er bis zu seinem Tod als Pfarrer wirkte. Hier leitete er auch die Lateinschule, die auf den Besuch der Fürstenschule vorbereitet wurden, um dem Mangel an sorbischen Geistlichen abzuhelfen. 
1594 veröffentlichte Warich die sorbische Übersetzung des Lutherschen Katechismus. Die 1595 bei Michael Wolrab in Bautzen gedruckte Schrift ist der älteste bekannte Druck in obersorbischer Sprache.
Ein Denkmal am Südeingang der Kirche in Göda erinnert seit 2006 an Wenzeslaus Warich.